# أليس شيلدز
أليس شيلدز (بالإنجليزية: Alice Shields)‏ هي ملحنة أمريكية، ولدت في 18 فبراير 1943 في مانهاتن في الولايات المتحدة.

## وصلات خارجية
- أليس شيلدز على موقع IMDb (الإنجليزية)
- أليس شيلدز على موقع ميوزك برينز (الإنجليزية)
- أليس شيلدز على موقع ديسكوغز (الإنجليزية)
- أليس شيلدز على موقع قاعدة بيانات الفيلم (الإنجليزية)